# Ramenki (metrostation)
Ramenki (Russisch: Раменки ) is een station aan de Kalininsko-Solntsevskaja-lijn van de Moskouse metro. Het station was, tot de doortrekking op 30 augustus 2018, het zuidelijke eindpunt van de Solntsevskaja-radius.

## Geschiedenis
In het algemeen ontwikkelingsplan van de Moskouse metro van 1938 was al een station op deze locatie als optie opgenomen voor een eventuele verlenging van de Froenzenskaja-radius. Deze radius, de zuidelijke verlenging van lijn 1, werd met vier stations opgenomen in de plannen voor de vierde fase van de metrobouw. Het eindpunt zou ten noorden van Ramenki bij de geplande nieuwe universiteit komen. Na de Tweede Wereldoorlog werd gestart met de aanleg van Froenzenskaja-radius, tijdens de bouw werd in 1954 het traject echter gewijzigd zodat de lijn 1 nu ten oosten van Universiteit loopt. De naam Ramenki voor het station werd voor het eerst genoemd in het ontwikkelingsplan van 1965, waarin het onderdeel zou worden van de Kievskaja-radius. Deze radius was de beoogde verlenging van de Arbatsko-Pokrovskaja-lijn (lijn 3) ten westen van Kievskaja. Deze radius werd evenmin gebouwd en in 1987 kwam er een uitgewerkt plan voor een randlijn tussen Vnoekovo en Mytisjtsji echter zonder station bij Ramenki ter wille van de reissnelheid. Begin jaren negentig van de twintigste eeuw werd door het Metrogiprotrans instituut een variant uitgewerkt voor een route onder de Minskaja Oelitsa en de Mitsjoerinski Prospekt, waarbij het station ongeveer 200 meter  zuidwestelijker zou komen te liggen. Na het uiteenvallen van de Sovjet Unie werden meerdere projecten opgeschort en/of gewijzigd. De plannen voor lijn 3 werden ingrijpend gewijzigd en het traject langs Ramenki werd onderdeel van de Solntsevo-radius, de westelijke verlenging van de Kalininsko-Solntsevskaja-lijn. In deze laatste twee varianten was er sprake van een ondiep gelegen zuilenstation. In het eerste decennium van de twintigste eeuw kreeg het station de werknaam Oelitsa Vinnitskaja, naar een zijstraat van de Mitsjoerinski Prospekt. In 2011 was het ontwerp voor de Solntsevskaja-radius gereed met station Ramenki onder de middenberm van de Mitsjoerinski Prospekt ter hoogte van de Oelitsa Vinnitskaja.

## Aanleg
In het vierde kwartaal van 2011 werd de bouwplaats omheind, de bouw zelf begon in april 2012. De bouwput voor het station lag in de middenberm van de Mitsjoerinski Prospekt direct onder het maaiveld. De bouwwerkzaamheden zijn eind 2016 voltooid. De tunnels aan de noordkant van het station werden geboord tussen 31 mei 2013 en 2 juli 2014.  Tunnelboormachine Svetlana begon met de oostelijke buis vanuit Ramenki richting het, 1189 meter noordelijker gelegen, station Lomonosovski Prospekt. Op 17 december 2013 werd Lomonosovski Prospekt bereikt waarna Svetlana werd gedraaid. Daarna boorde Svetlana in omgekeerde richting de westelijke tunnelbuis die op 2 juli 2014 werd voltooid. Op 30 december 2016 werd het traject Park Pobedy – Ramenki opgeleverd aan burgemeester Sergei Sobjanin. De treindienst ging op 16 maart 2017 van start toen Ramenki als 206e station van de Moskouse metro werd geopend. Ten zuidwesten van het station liggen keersporen en in september 2016 begon tunnelboormachine Natalja met het boren van de oostelijke tunnelbuis naar  Mitsjoerinski Prospekt. De tunnels tussen station Mitsjoerinski Prospekt en Ramenki werden in juni 2017 voltooid en sinds augustus 2018 rijden de treinen verder naar het zuidwesten.   

## Galerij

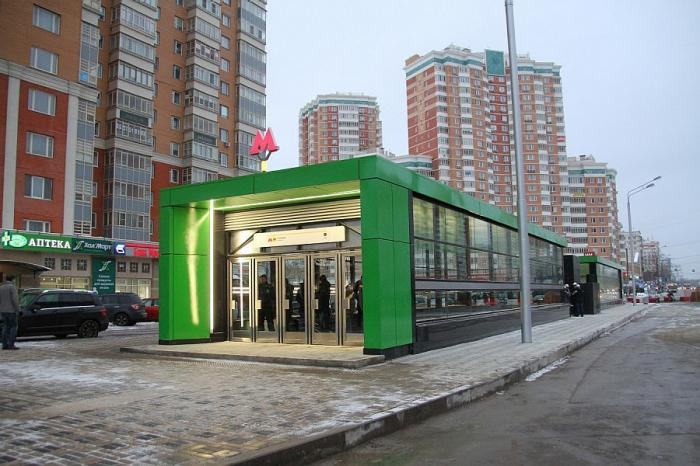
De toegangsgebouwen
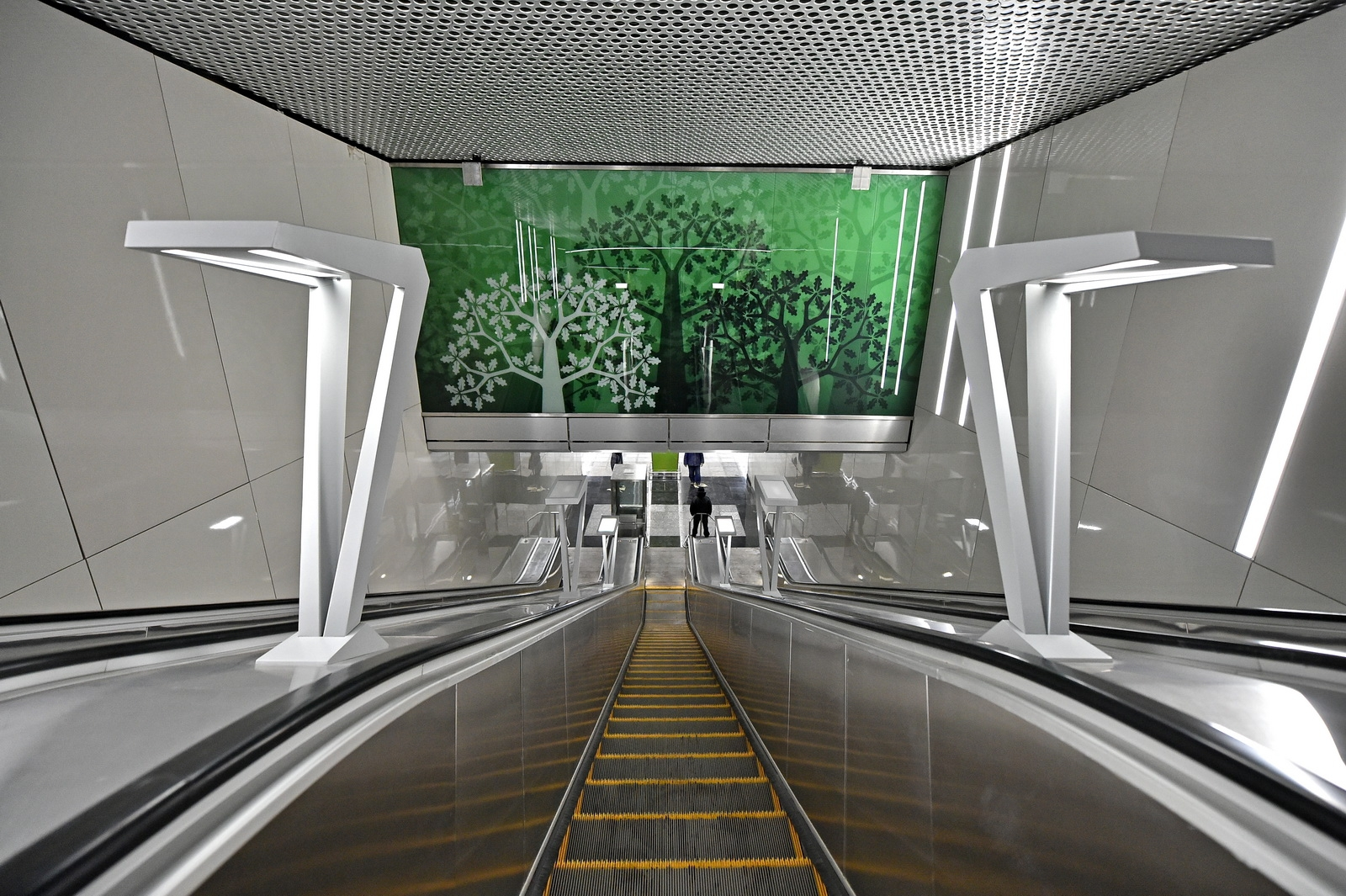
De eiken boven de roltrap naar het perron
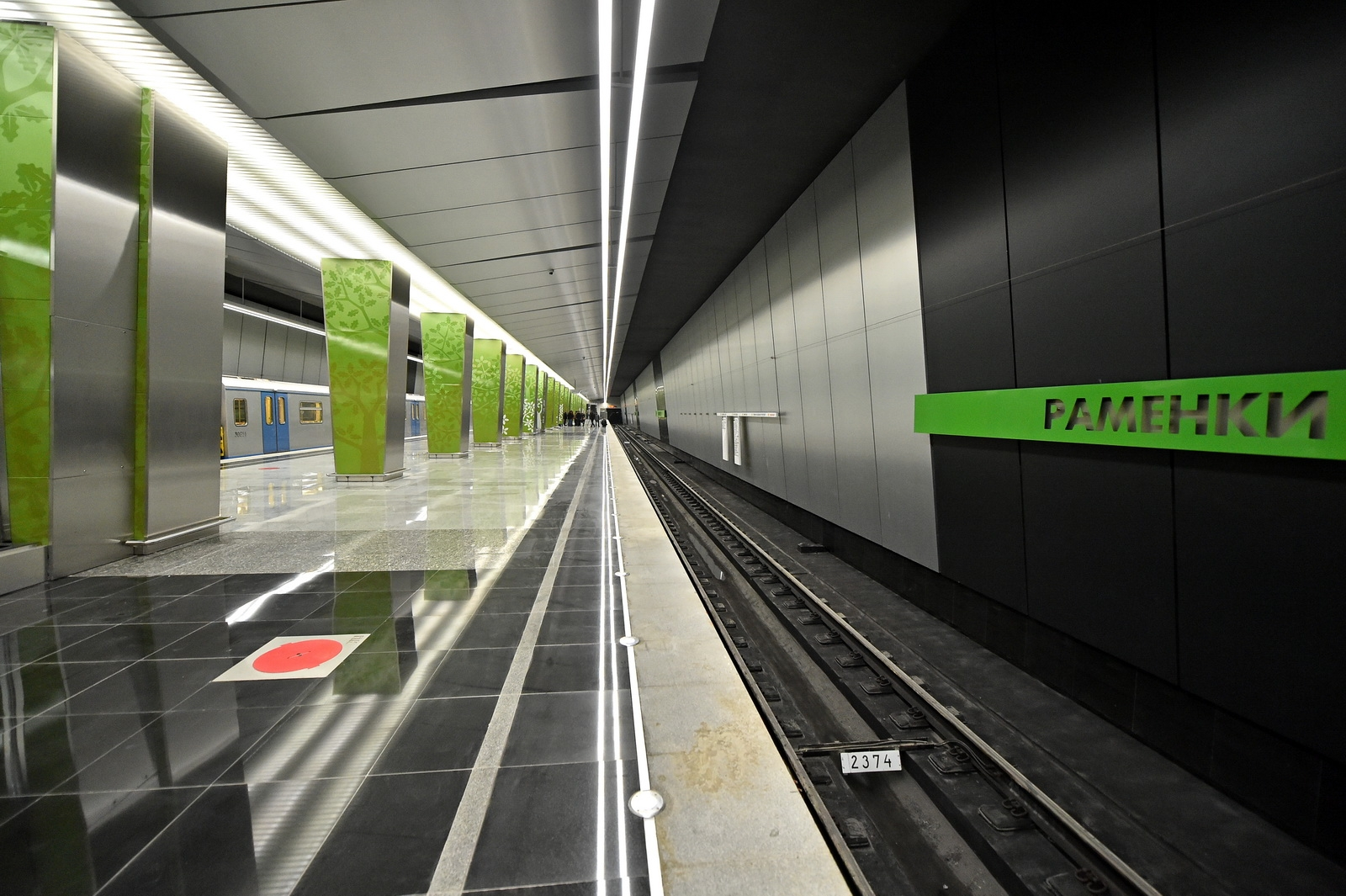
De naam op de tunnelwand

## Ligging en ontwerp
Het station ligt in de wijk Ramenki bij het kruispunt van de Oelitsa Vinnitskaja en de Mitsjoerinski Prospekt. Aan beide uiteinden van het perron bevindt zich een verdeelhal die met roltrappen en een lift met het perron verbonden is. De noordoostelijke verdeelhal kent drie trappen en een lift naar het straatniveau, alsmede een verblijfsruimte voor het metropersoneel. De zuidwestelijke verdeelhal heeft aan elke kant van de Mitsjoerinski Prospekt twee trappen en een lift, waardoor invaliden behalve de toegang tot de metro ook een mogelijkheid hebben om de over te steken.
Het station is gebouwd naar een standaardontwerp in “High-tech stijl” van een groep architecten onder leiding van Leonid Borzenkov. Het ontwerp is toegepast bij Minskaja, Lomonosovski Prospekt, Ramenki en Ozjornaja. Het betreft een ondiep gelegen zuilenstation met een perron van 12 meter breed. De afwerking bestaat uit sandwichpanelen die zowel tegen het plafond als op de tunnelwanden en de zuilen zijn aangebracht. De wanden van de verdeelhallen zijn bekleed met geglazuurde keramische elementen in dezelfde tinten als het station. Het ontwerp van Ramenki verwijst naar het ooit dichte eikenbos dat hier voor de bebouwing in dit gebied lag. De glaspanelen op de kopse kanten van de zuilen zijn versierd met afbeeldingen van eiken op een groene achtergrond en de toegangsgebouwen hebben groen als hoofdkleur.